# SV Grödig
Sportverein Grödig – klub piłkarski z Austrii, z siedzibą w Grödig, założony w 1948 roku.

## Sukcesy
- Erste Liga mistrz (1) – 2012/13

## Trenerzy od 2006 roku
- 2006-07 Eduard Glieder
- 2007-08 Heimo Pfeifenberger
- 2008-09 Miroslav Bojčeski
- 2009-10 Michael Brandner
- 2010-12 Heimo Pfeifenberger
- 2012-14 Adolf Hütter
- 2014- Michael Baur

## Europejskie puchary
Legenda do wszystkich tabel:
- Q – runda eliminacyjna, 1/16, 1/8, 1/4, 1/2 – odpowiednia faza rozgrywek, Grupa – runda grupowa, 1r gr – pierwsza runda grupowa, 2r gr – druga runda grupowa, F – finał, R – runda, PO – play-off
- k. – rzuty karne, los. – losowanie, Dogr. – dogrywka, w. – zasada bramek strzelonych na wyjeździe

| Sezon   | Rozgrywki   | Runda | Przeciwnik       | Dom | Wyjazd | Ogólnie |
| ------- | ----------- | ----- | ---------------- | --- | ------ | ------- |
| 2014/15 | Liga Europy | 2Q    | FK Čukarički     | 1–2 | 4–0    | 5–2     |
| 2014/15 | Liga Europy | 3Q    | Zimbru Kiszyniów | 1–2 | 1–0    | 2–2, w. |